# 강원상
강원상(康元相, ? ~ ?)은 조선 말기의 의사(義士)이다.

## 개요
1907년, 나인영·오기호 등과 을사 오적의 암살을 계획하던 중, 권중현을 피살하려다가 체포되었다. 이후 공모자를 밝히라는 혹독한 심문에도 답하지 않고 스스로 혀를 끊었다. 후에 나인영·전덕준 등과 함께 지도(智島)로 유배되었다.

## 같이 보기
- 나철
- 을사오적